# Kirche zur Unbefleckten Empfängnis (Eupen)

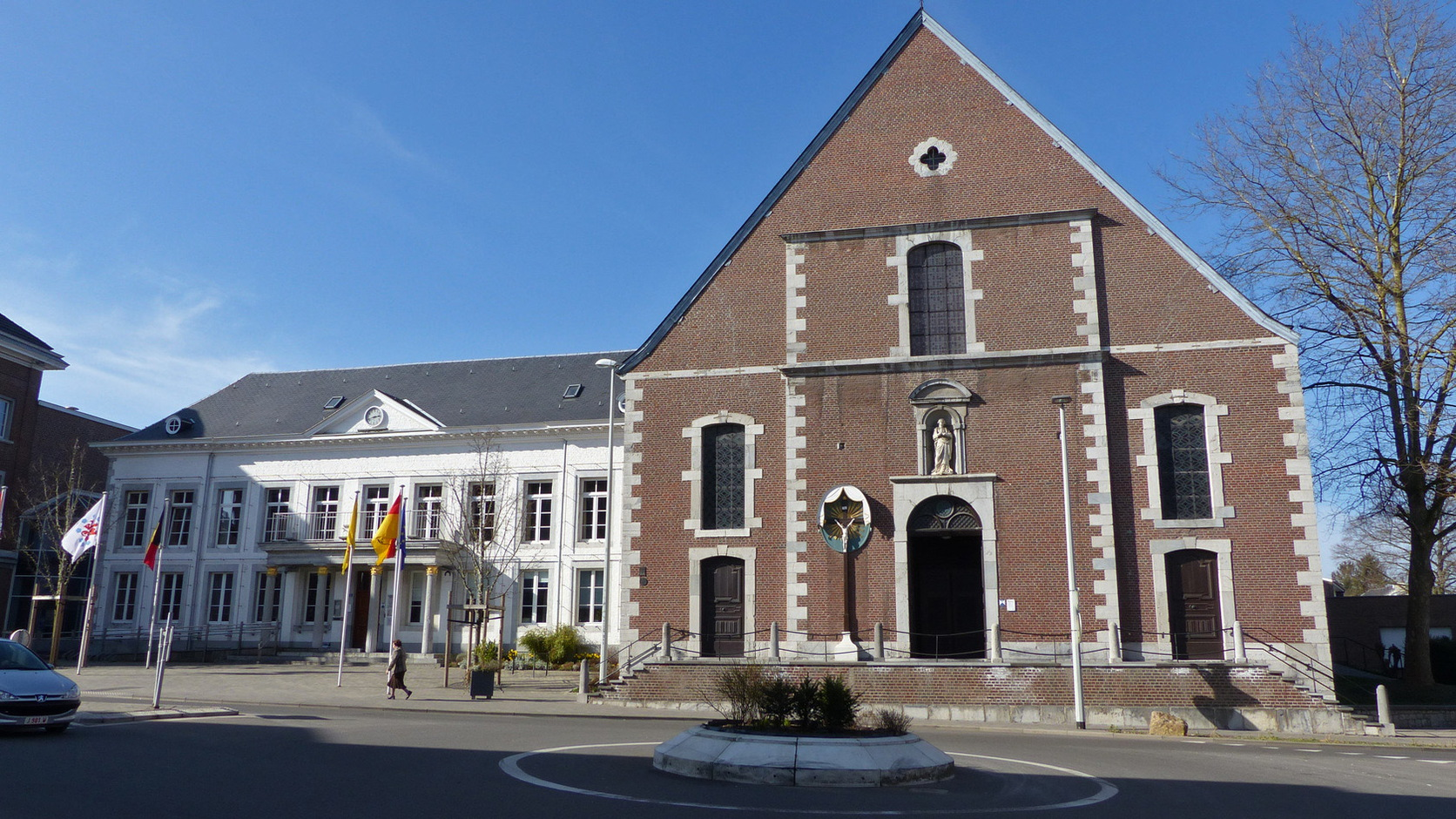
Klosterkirche mit dem ehemaligen Konventsgebäude, heute Tourist-Info

Die Kirche zur Unbefleckten Empfängnis in Eupen, Provinz Lüttich/Belgien, ist ein römisch-katholisches Kirchengebäude und eine ehemalige Klosterkirche der Kapuziner. In einigen Quellen und in der Bevölkerung sowie in Reiseführern wird sie deshalb auch einfach nur Klosterkirche Eupen oder Kapuzinerkirche Eupen genannt. Unter ihrer französischen Bezeichnung: „Sainte Marie“ ist sie vor allem für die frankophonen Einwohner der Stadt das religiöse Zentrum. Das heutige Kirchengebäude wurde zwischen 1773 und 1776 nach Plänen des in Aachen lebenden Mailänder Architekten Joseph Moretti erbaut. Das sich südlich anschließende ehemalige Konventsgebäude wurde nach der Säkularisation und dem Abzug der Kapuziner im Jahr 1797 der Stadt übertragen und dient seit 1863 als Rathaus von Eupen. Seit den 1990er-Jahren gehört die Kirche zum Pfarrverband Eupen-Kettenis im Dekanat 05 des Bistums Lüttich und steht seit 1983 zusammen mit dem ehemaligen Konventsgebäude unter Denkmalschutz.

## Geschichte
Um die im 17. Jahrhundert sich immer stärker ausbreitende Häresie und die Verbreitung des Protestantismus in Eupen und Umgebung zu bekämpfen, wurden ab 1661 wallonische Kapuziner nach Eupen entsendet, um sich für die Sicherung des katholischen Glaubens einzusetzen. Zu diesem Zweck übertrug im Mai 1664 Graf de Hoen de Cortils, Herr von Burg Stockem, den Kapuzinern ein Grundstück, auf dem diese mit Genehmigung Maximilian Heinrichs von Bayern, des Bischofs von Lüttich und vehementen Vertreters der Gegenreformation, ein Kloster mit Konventsgebäude und Klosterkirche erbauen durften. Im Jahr 1668 war der Bau der ersten einschiffigen Klosterkirche vollendet, ihre Konsekration auf das Glaubensgeheimnis der unbefleckten Empfängnis der Gottesmutter fand jedoch erst am 14. Juli 1680 durch den Lütticher Weihbischof Johann Anton Blavier statt. Bereits 30 Jahre später wurde sie maßgeblich vergrößert.  
Die Ordensbrüder ließen ihr Grundstück inklusive großem Garten- und Wiesenareal mit einer Mauer einfrieden und stellten an deren Süd-West-Ecke ein Gnadenbild der Gottesmutter unter einem Bretterdach auf, das zahlreiche Pilger anzog. Daraufhin wurde für die Statue bereits um 1670 ein kleines Kapellchen am gleichen Standort erbaut, das „Maria zu den Engeln“ getauft und im Volksmund als „het lieff Vreuken“ bzw. gemäß der Flurbenennung als „Kapelle auf’m Driesch“ bezeichnet wurde. Als auch diese auf Grund der zunehmenden Anzahl von Pilgern zu klein geworden war, ersetzten die Kapuziner sie im Jahr 1733 durch eine neue und größere achteckige Kapelle mit einer Laterne auf dem Dach und einem großen Rundbogenfenster. Im holzvertäfelten Innenraum fand auf einem Altar, der durch ein Eisengitter von dem übrigen Raum abgetrennt war, das Marienbild seinen neuen Platz. Der Kapelle wurde von zivilen Mitarbeitern verwaltet, die die zahlreichen Opfergaben gemäß geltender Verordnung zu je einem Drittel an die Klosterkirche, an die Pfarrkirche St. Nikolaus und an das Waisenhaus am Rotenberg verteilten. Später wurde dem Pilgerort auch eine Wunderheilung zugesprochen, nachdem um 1780 ein gehbehinderter junger Mann nach dem regelmäßigen Besuch der Kapelle wieder ohne Krücken gehen konnte. 
In der Nacht zum 25. April 1771 zerstörte ein Feuer, das der Überlieferung nach womöglich durch Brandstiftung gelegt worden war, einen Großteil der Klosterkirche und des Konventsgebäudes, wobei die am Rande des Grundstücks liegende Kapelle aber verschont blieb. Daraufhin untersagte der zuständige Statthalter der Österreichischen Niederlande, Karl Alexander von Lothringen, den weiteren Verbleib der Kapuziner in Eupen, die jedoch auf Drängen der Eupener Bürger im Jahr 1772 wieder zurückkehren durften, wobei allerdings ihre Zahl auf zwölf Konventsmitglieder begrenzt wurde. Die Ordensbrüder begannen sofort mit dem Wiederaufbau des Klosters und ließen zwischen 1773 und 1776 durch den Architekten Joseph Moretti in Zusammenarbeit mit dem Eupener Maurermeister Clemens Jerusalem eine neue Klosterkirche errichten. Mit Hilfe zahlreicher Spenden der Bürger konnte zudem in den folgenden Jahren die Ausstattung erneuert und komplettiert werden.
Nachdem Eupen 1795 durch die französischen Truppen besetzt worden war, die auf dem Klostergelände ihre Gendarmerie,  deren Pferde sowie den Kommandanten und einen Kapitän samt Familie einquartierten, waren die Kapuziner dazu gezwungen, ein Jahr später aufgrund des Gesetzes zur Säkularisierung der Klöster ihre Einrichtung zu schließen und die Anlage zu verlassen. Die Klosterkirche wurde 1797 den Katholiken für ihre Gottesdienste und das Konventsgebäude 1798 auf Initiative des Bürgers und späteren Kirchenverwalters Johann Egidius Beissel der zivilen Gemeindeverwaltung zur Miete überlassen. Dagegen wurde die Marienkapelle geschlossen und das Inventar verkauft, das jedoch wenige Jahre später wieder zurückerworben werden konnte. Infolge des Konkordats von 1801 wurde die ehemalige Klosterkirche im Jahr 1803 von dem nach der Sedisvakanz neu eingesetzten Lütticher Bischof Jean-Évangéliste Zaepffel als „chapelle auxiliaire“ (Hilfskirche) anerkannt und als Filialkirche der Eupener Hauptpfarre St. Nikolaus zugeteilt. Seitdem wird sie von dem Kirchenvorstand der Nikolauskirche mitverwaltet. Zur gleichen Zeit veranlasste die französische Verwaltung die Umfunktionierung des ehemaligen Konventsgebäudes in eine „Secundär-Schule“. Seit 1920 wird die Kirche bevorzugt von den französischsprachigen Katholiken Eupens, der Communauté Sainte-Marie, genutzt. 
Da gemäß den Ordensregeln der Kapuziner keine Orgel vorgesehen war und demnach beim Neubau der Kirche auf eine Orgelempore verzichtet worden war, wurde es erst im Jahr 1813 durch eine beträchtliche Geldspende ermöglicht, nachträglich eine Orgelempore zu errichten und 1822 eine Orgel anzuschaffen. Der spätere Organist Robert Mommer gründete ergänzend für die Pflege des kirchlichen Gesangs an der Klosterkirche am 29. August 1905 den „Marienchor der Klosterkirche“, später bekannt als „Kgl. MGV Marienchor Eupen 1905“
Mit Hilfe der Mutterkirche und zahlreicher Spenden konnten in den Jahren 1868 bis 1888 sowie 1960/1961 und 1987/1988 weitere umfangreiche Restaurierungen und Sanierungen durchgeführt werden. Gemeinsam mit der Nikolauskirche schloss sich die Klosterkirche in den 1990er Jahren dem neuen Pfarrverband Eupen-Kettenis an. Darüber hinaus wurde von der Stadt Eupen das ehemalige Konvents- und Schulgebäude für die Stadtverwaltung mehrfach umgebaut und verändert, so dass dieses heutzutage nur noch im Grundriss mit den Bauten des 17. und 18. Jahrhunderts übereinstimmt.
Bereits 1827 wurde die Kapelle auf’m Driesch im Zuge der Trassierung der neu geplanten Durchgangsstraße von Aachen nach Verviers niedergerissen. Das Gnadenbild wurde daraufhin am 28. September 1827 mitsamt dem Altar, dem Eisengitter und der Holzvertäfelung in die ehemalige Klosterkirche transloziert. Am 25. November 1990 kam es zu einem Raubdelikt in der Kirche und die Marienfigur wurde entwendet. Ein Jahr später wurde der Kirche eine neue Figur gestiftet, die als Kopie des Originals in Südtirol angefertigt worden war.
Des Weiteren wurde für die Gemeinde ein neues Pfarrsiegel konzipiert, das das Gnadenbild als ovales Stempelbild mit einer rundum verlaufenden dreisprachigen Erläuterung sowie der Jahreszahl 1776 als Einweihungsjahr des neuen Kirchengebäudes darstellt.

## Baubeschreibung

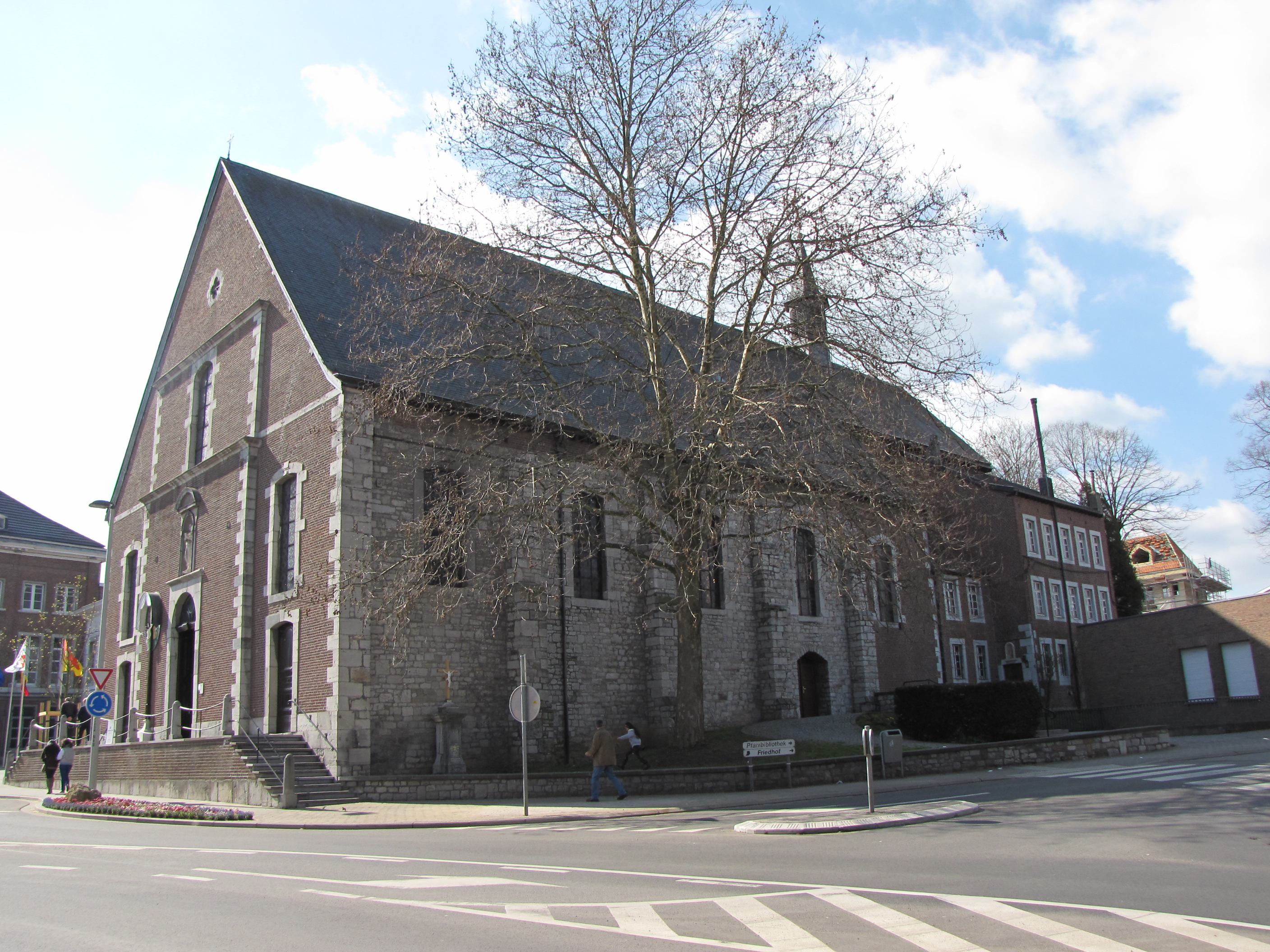
Ansicht von Norden

Die dreischiffige über fünf Joch gehende turmlose Hallenkirche mit einer abgeflachten rechteckigen Apsis wurde auf den Resten der alten Bruchsteinmauer des ausgebrannten Vorgängerbaus in Ziegelsteinbauweise hochgezogen, wie vor allem an den Seitenwänden noch deutlich zu erkennen ist. Türen und Fenster des Kirchengebäudes sind durch Blausteinrahmen optisch betont. Während die linke Seite durch das alte, um ein Joch zurückgesetzte und um zwei Joch Tiefe verlaufende Konventsgebäude gestützt wird, wird die rechte Seite mit einem dreifach abgetreppten Strebepfeiler zwischen jedem Joch stabilisiert. Dadurch ergeben sich auf der linken Seite drei und auf der rechten Seite fünf Rundbogenfenster zwischen den Strebepfeilern sowie jeweils zwei  kleinere an den Seitenwänden der Apsis. An der Ostseite wurde 1987 ein alter zugemauerter Eingang sowie die an der Nordseite angebauten, aus den Jahren 1859–1861 stammenden Wohnungen für den Rektor freigelegt.
Die einfache, durchweg aus Ziegelsteinen errichtete Straßenfassade wird geprägt durch einen über zwei Geschosse gehenden Mittelrisalit in den Proportionen des Mittelschiffs, der ebenso wie die Gebäudeecken mit Eckquadern aus Blaustein in Zahnschnittfolge gerahmt ist. In ihm befindet sich das rundbogige Eingangsportal, dessen Oberlicht mit schmiedeeiserner Ornamentik aus dem 18. Jahrhundert, bestehend aus einem kleinen Kreuz und einem Medaillon mit Marienmonogramm, versehen ist. Oberhalb des Türsturzes ist eine große Nische mit aufgesetzten rundbogigen Segmentgiebel im Mauerwerk eingelassen, in der sich eine Sandstein-Statue der Gottesmutter befindet. Das im Nischenrahmen eingravierte Chronogramm: „O SVAVIS INTACTA O DVLCIS VIRGO MARIA“ ergibt das Jahr 1775 des Wiederaufbaus, das durch die Chronogramme im Segmentgiebel: „CVCCENSA DIE VIGESIMA QVINTA APRILIS“ für das Jahr 1771 der Zerstörung und „CHRISTI FIDELUIM RESTAVRATVR“ für den Wiederaufbau ergänzt wird. 

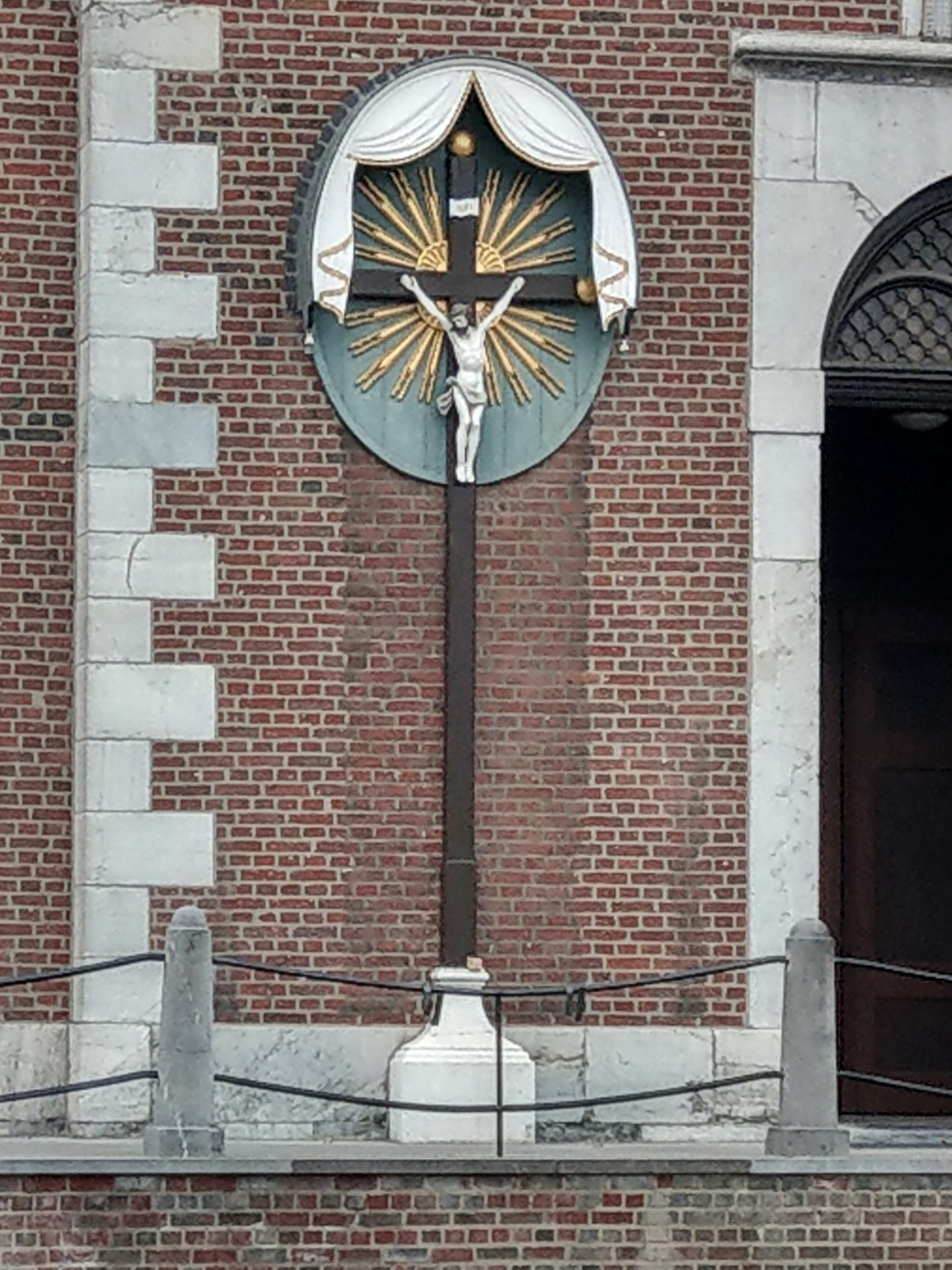
Kreuz links des Haupteinganges

Darüber zeigt sich auf Höhe der Orgelempore zwischen zwei Gesimsen, die das leicht zurückgesetzte Obergeschoss markieren, ein großes Rundbogenfenster. Die darüber liegende Giebelfläche wurde lediglich mit einer kleinen Luke in Form eines vierblättrigen Kleeblatts bestückt. Beiderseits des Mittelrisalits sind die Wandflächen jeweils mit einer kleineren Nebeneingangstür und einem darüber liegenden großen Rundbogenfenster ausgestattet. 
Links des Haupteinganges ist an der Fassade unter einem kleinen Wetterdach eine Christusfigur am Kreuz befestigt, das in einem steinernen Sockel am Boden mündet. Hierbei handelt es sich gemäß den Quellen um das um 1700 geschaffene Kreuz, das zunächst im Klostergarten aufgestellt war und im Rahmen des Straßenneubaus an der Eingangsseite der Kirche seinen derzeitigen Platz fand. Der gesamte Eingangsbereich ist gegenüber dem Straßenniveau erhöht und wird über seitliche Freitreppen erreicht, die zu einer vorgebauten podestartigen Terrasse führen. 
Ein Satteldach mit Schieferdeckung und leichtem Aufschiebling deckt das Gebäude nach oben ab, auf dem ein kleiner achteckiger Dachreiter für den Glockenstuhl mit Schalldeckelfenster und einem aufgesetzten Kreuz auf dem oktogonalen Dachhelm errichtet ist.

## Ausstattung

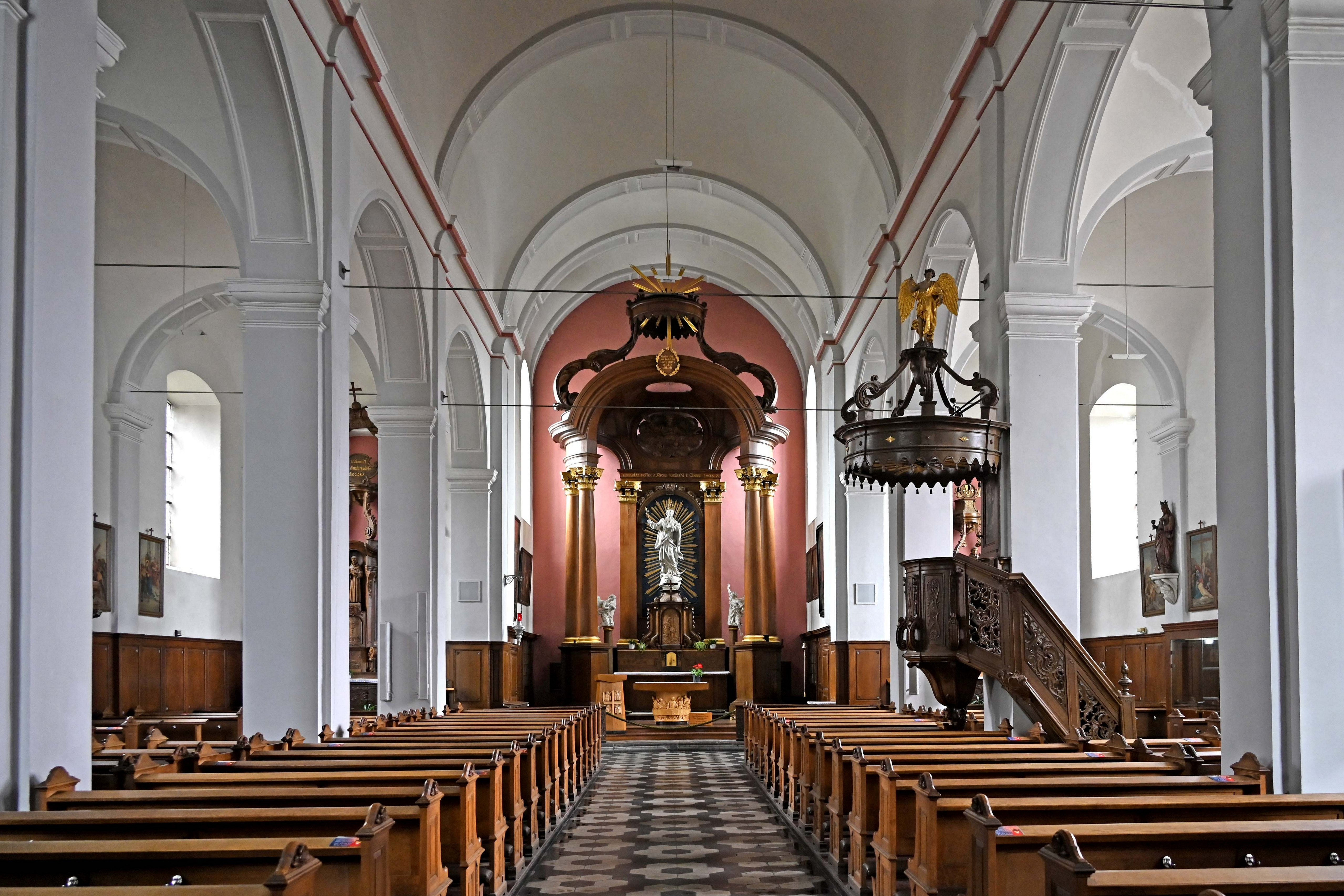
Innenansicht mit Hochaltar und Kanzel

Der dreischiffige, im Mittelschiff überhöhte Kirchenbau ist im Inneren mit einem Tonnengewölbe abgedeckt, das durch vier breite Gurtbögen stabilisiert wird. Diese münden in den vier quadratischen Pfeilern mit einfachen Basen und Profilkapitellen sowie Pilastervorlagen rechts und links des Mittelganges, die zugleich als Stützen für die rundbogigen Arkaden dienen, die die Schiffe voneinander trennen. Im Mittelschiff verläuft am Übergang der Kapitelle zur Deckenkrümmung rundum ein farblich abgesetztes Gesims und die Außenwände der Kirche sind im unteren Bereich mit durch Schnitzdekor verzierter Holzvertäfelung verkleidet. 
Die Breite der Apsis entspricht dem Mittelschiff und ihr flacheres Gewölbe unterteilt sich in zwei Joche mit Kämpferkonsolen. An der Hinterwand der Apsis befand sich ursprünglich der mittlerweile zugemauerte Durchgang zum Religionschor und an ihren Längsseiten liegen die Zugänge zu den ehemaligen Oratorien, die heute als Sakristei dienen.

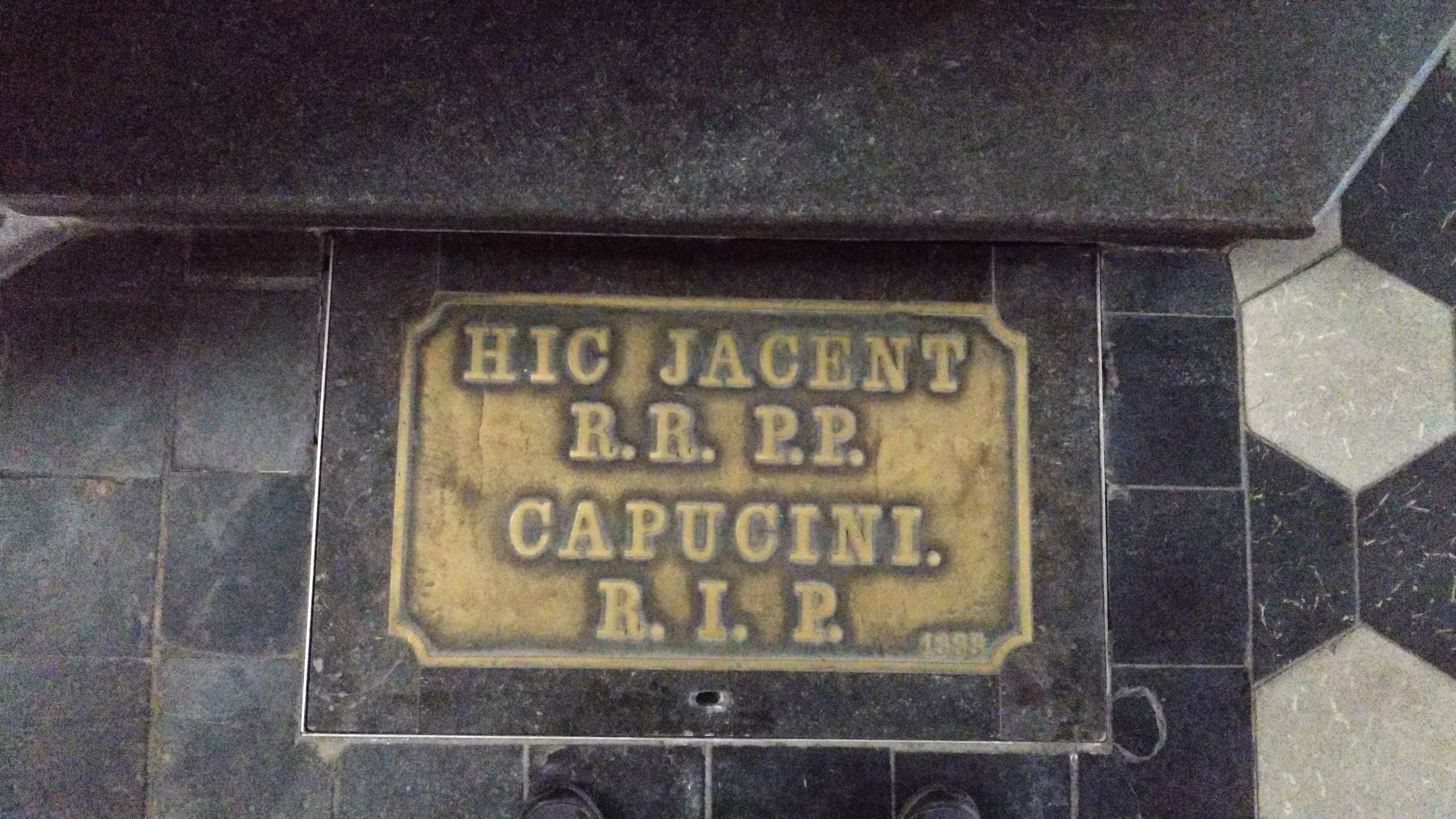
Eingang zur Krypta

Der Kirchenboden ist mit unterschiedlichen Belägen ausgelegt, darunter quadratische Blausteinfliesen, Steinfriese mit Rankornamenten sowie kleinere weiße und braune Steinplatten in Schachbrettmuster. Vor dem Franziskus-Altar der Klosterkirche führt eine in den Bodenbelag eingelassene Platte zur ehemaligen Gruft mit 10 Grabstätten und dem Beinhaus der Kapuziner. Die Krypta ist nicht öffentlich zugängig.

### Altäre

#### Hochaltar

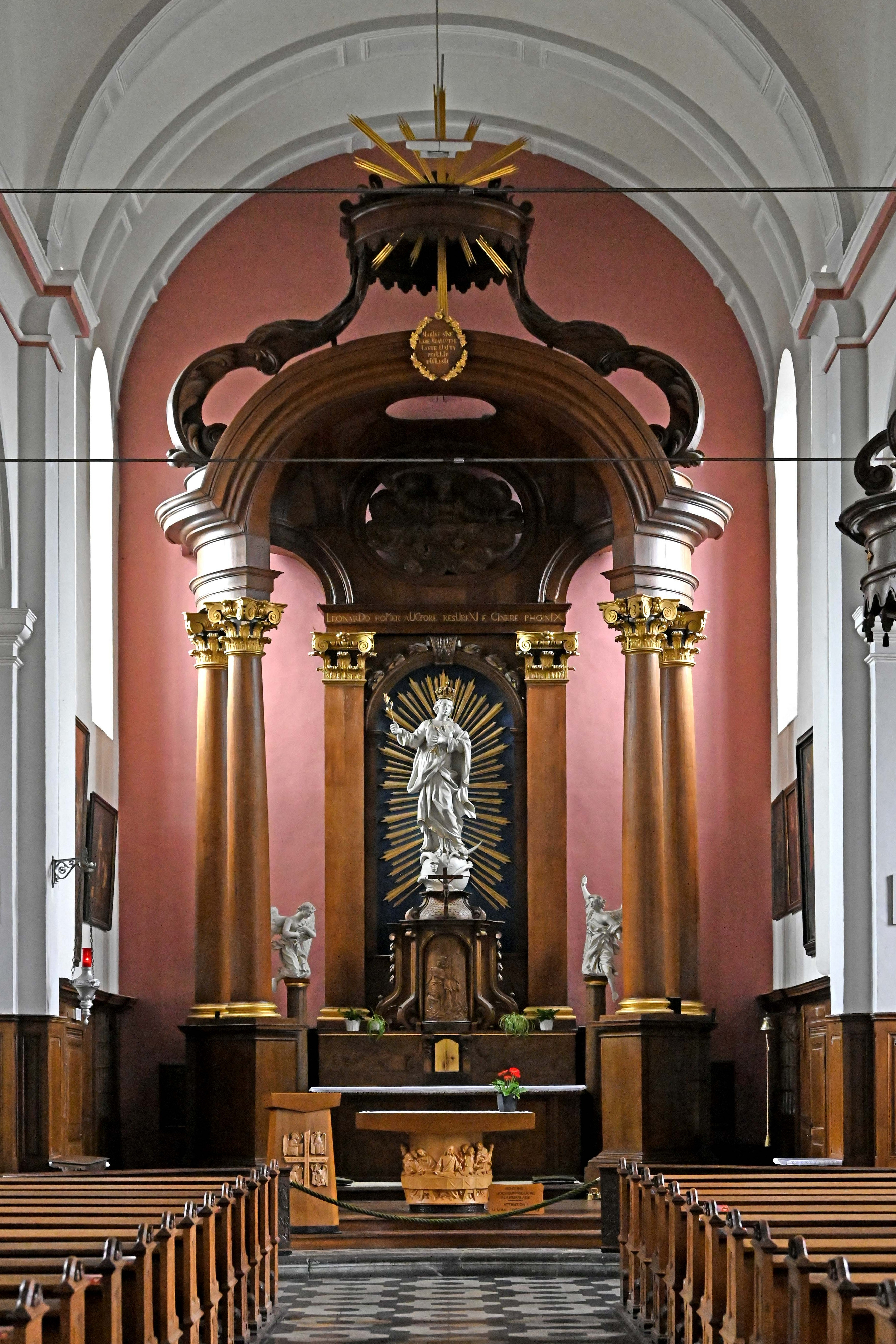
Hochaltar

Der in typisch Maasländischer Kunst angefertigte hohe Baldachinaltar ist eine Spende des Eupener Fabrikanten Leonard Roemer aus dem Jahr 1783. Der wuchtige hölzerne Baldachin mit seinem kronenartigen Aufsatz ruht auf vier sich verjüngenden und jeweils auf mannshohen quadratischen Sockeln stehenden Säulen sowie auf zwei an der Rückwand lehnenden und mit der Mensa verbundenen Pilastern. Auf dem horizontalen Stützbalken zwischen den Pilastern ist das Chronogramm: „LEONARDO ROEMER AVCTORE RESVREXIE CINERE PHOENIX“ zur Erinnerung an den Stifter eingraviert. Darüber befindet sich eine ovale Öffnung, in der zwischen dargestellten Wolken eine geschnitzte Halbfigur Gottes mit Putten eingebaut ist. Die Lücke zwischen den beiden hinteren Säulen und den Pilastern wird durch eine weitere kleinere Säule je Seite geschmückt, die kniende Adoranten tragen. Am vorderen Baldachinrand ist eine Kartusche angebracht, die mit dem Chronogramm: „MARIAE SINE LEBE CONCEPTAE LAETE CVNCTA PSALLIT ECCLESIA“ das Dogma der Unbefleckten Empfängnis verkündet und auf die Restaurierung im Jahr 1859 verwaist.
Der hintere Teil des Hochaltars wird ausgefüllt von der breiten in zwei Etagen abgestuften und reichlich mit Schnitzereien verzierten leicht ovalen Mensa, auf dessen Vorderseite eine weitere Kartusche mit eucharistischen Motiven angebracht ist. In der Etage darüber befindet sich ein rechteckiger Schacht für die Verbindung zum Kapitelsaal zwecks Darreichung der heiligen Kommunion, der jedoch mit einer Kupferplatte verriegelt worden ist. Auf dieser Altarebene ist ein Drehtabernakel aufgesetzt, auf dessen Verschlussplatte ein Relief der Opferung Isaaks dargestellt ist.
An der Altarrückwand zwischen den Pilastern und hinter dem Drehtabernakel hängt als zentraler Mittelpunkt des Hochaltars in einer Rundbogennische eine überlebensgroße weiße Statue der Unbefleckten Empfängnis, die von einem über die gesamte Fläche gehenden Gold leuchtenden Strahlenkranz optisch betont wird.
Der ursprünglich farbige und marmorierte Hochaltar wurde im Rahmen der Restaurierung 1961 einheitlich braun gestrichen. Durch die dabei verwendete Beize kam es zu nachhaltigen Schäden, die jedoch im Jahr 1987 mit einem Isolierlack und Lasuranstrich weitestgehend behoben werden konnten. Dennoch zeigen sich im gesamten Holzbereich weiterhin erhebliche Rissbildungen. 

#### Seitenaltäre

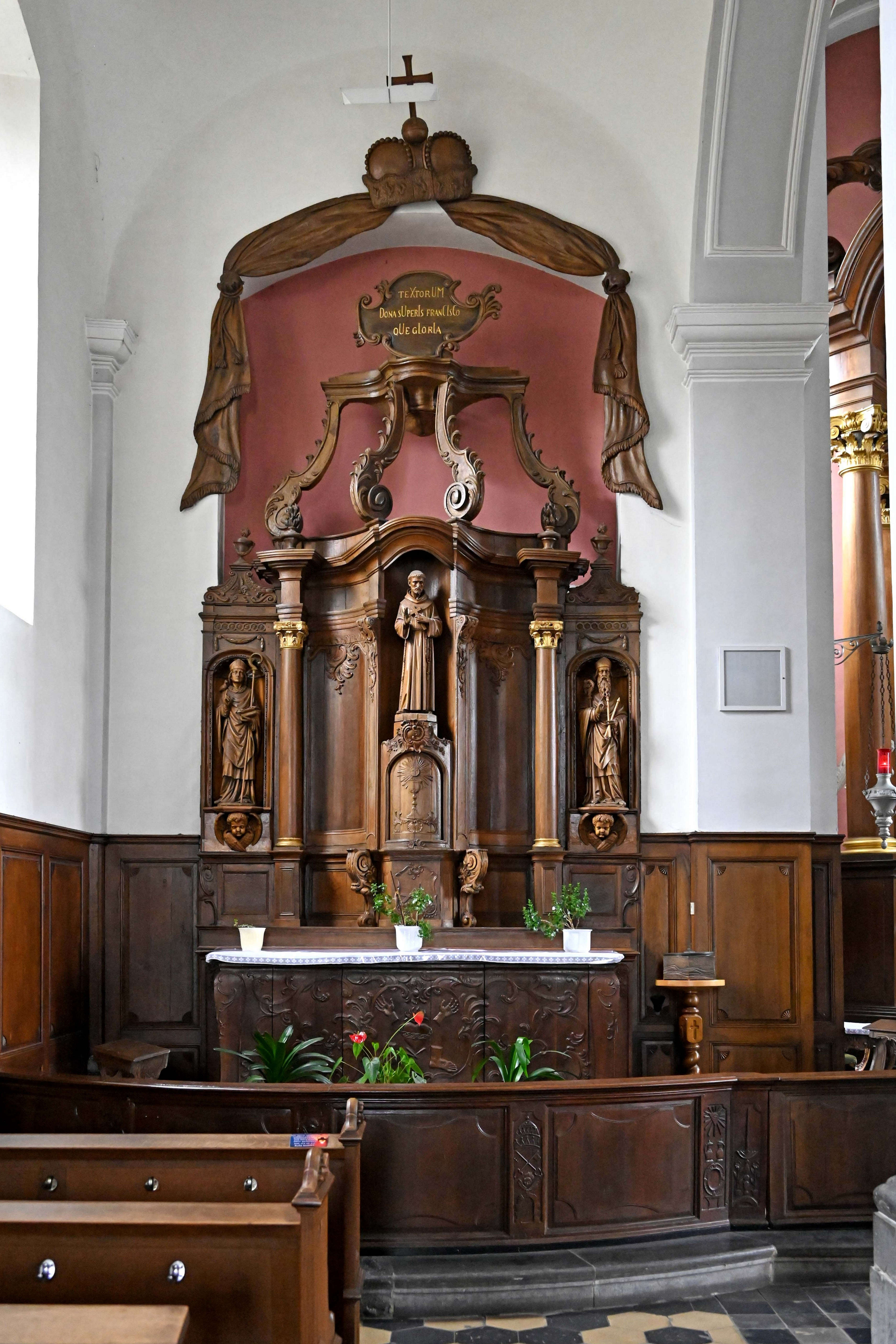
Franziskus-Altar
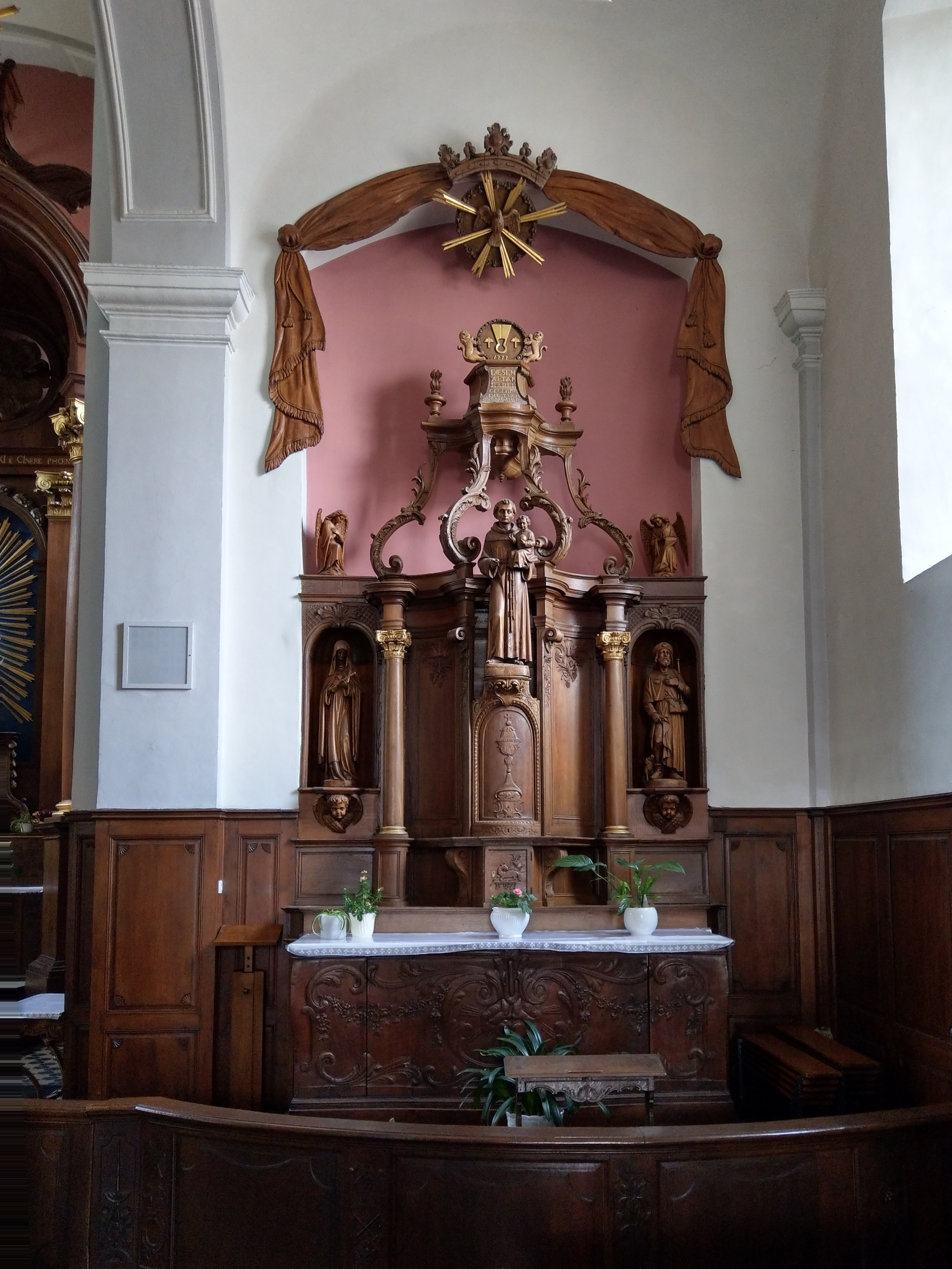
Antonius-Altar

Am Ende des rechten Seitenschiffes befindet sich in einer stichbogigen Mauernische der Antonius-Altar. Der ganz aus Eichenholz geschnitzte und teilweise vergoldete Altar ist eine Spende der Eupener Tuchscherer aus dem Jahr 1777. Dies belegt am Gebälk die Inschrift: „diesen Altar haben gegeben die Tuchscherer“ sowie darüber eine Tafel mit deren Wappen und der Jahreszahl 1777. Mittig des Altars und über einem verzierten Tabernakel steht die Figur des Antonius von Padua, flankiert von den Figuren des Rochus von Montpellier und der Katharina von Siena.
Im gegenüberliegenden Seitenschiff ist in ähnlicher Bauweise der Franziskus-Altar aufgebaut, der eine Schenkung der Eupener Weber aus dem Jahr 1778 ist. In einer Kartusche auf dem gekrönten Oberteil ist das Chronogramm: „TEXTORVM DONA SVPERIS FRANCISCOQVE GLORIA“ eingraviert. Im Zentrum steht in einer Nische über einem ebenfalls verzierten Tabernakel die Figur des Franz von Assisi. Ihm zur Seite und getrennt durch eine schmale Säule sind die Statuen des hl. Severus von Ravenna und des hl. Blasius von Sebaste aufgestellt.
Vor dem Altar weist eine im Boden eingelassene Platte auf den Eingang zur ehemaligen Kapuzinergruft.
Beide Seitenaltäre wurden 1881 restauriert und die Figuren erneuert.

#### Altar der Marienkapelle

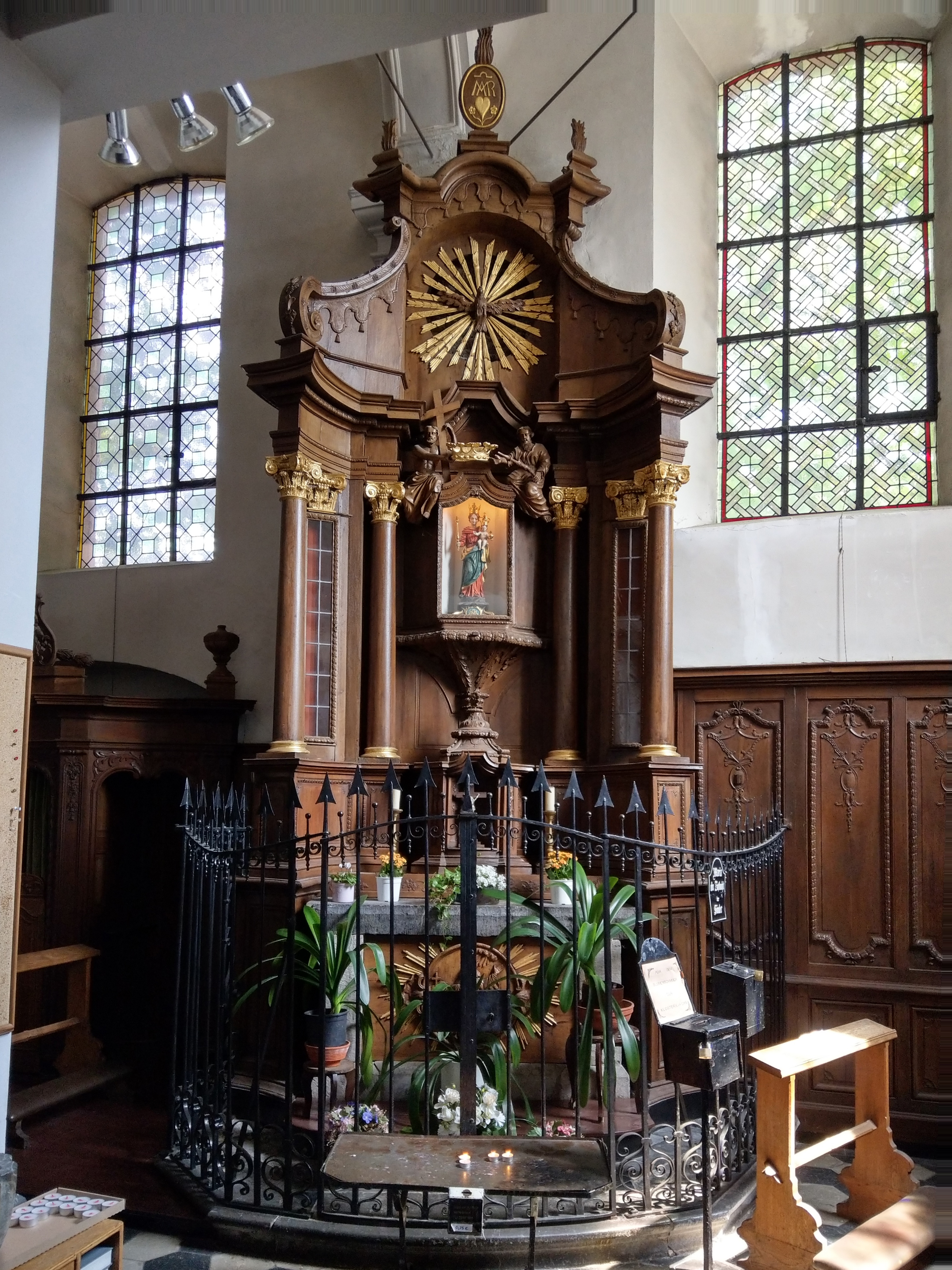
Marienaltar

Der Altar der ehemaligen Marienkapelle, die 1827 der neuen Straßenführung weichen musste, wurde weitestgehend originalgetreu auf einem ovalen Podest am Anfang des rechten Seitenschiffs wiederaufgebaut. Der vordere Bereich des Ovals wird eingefasst von dem schmiedeeisernen Gitter mit Doppelflügeltür, der hintere von dem hohen hölzernen Altarsockel mit einem kleinen freistehenden Tabernakel. Vor diesem Sockel befindet sich der schwere Altartisch aus Blaustein, der noch dem ersten Kapellenbau von 1670 zugeschrieben wird. Im Jahr 1961 erhielt er nachträglich ein holzgeschnitztes Antependium aus dem 18. Jahrhundert, das den hl. Robert darstellt.
Auf dem Altarsockel baut sich die geschwungene Rückwand auf, die mit vier Säulen und zwei Pilastern den Bekrönungsgiebel trägt, in der die Taube des heiligen Geistes vor einem vergoldeten Strahlenkranz schwebt. Im Mittelfeld der Rückwand ist auf einen mächtigen geschnitzten Sockel eine verglaste Nische eingebaut, in der die in Südtirol angefertigte Kopie des ursprünglichen Marienbildnisses aufgestellt ist. In dem kleinen Giebelaufbau oberhalb der Figurennische thronen zur Rechten Gott Vater mit einem Zepter in der Hand und zur Linken Gottes Sohn mit dem Kreuz. Gemeinsam halten sie eine goldene Krone in der Hand, die mittig über dem Marienbild schwebt.

### Altarraum
Der Großteil der Ausstattung des Altarraums geht auf Spenden der französischsprachigen Katholiken Eupens zurück. Dazu gehören der Opfertisch, dessen Sockel mit der in Holz geschnitzten Darstellung des letzten Abendmahles nach Leonardo da Vinci ebenso wie das Altarkreuz und das Lesepult mit geschnitzten Apostelsymbolen in Südtirol hergestellt wurde. Dagegen wurden die Altarplatte, der Ambo und die Leuchter in einer Eynattener Schreinerei angefertigt. Die beiden leicht geschwungenen und nur sparsam verzierten Kommunionbänke beiderseits des breiten Durchganges zum Altarraum stammen ebenso aus dem 18. Jahrhundert wie die Leuchter, die der 1794 von den Kapuzinern gegründeten Bruderschaft gehörten.
Seit 1962 fanden an den Seitenwänden der Apsis mehrere Ölgemälde eines unbekannten Meisters ihren Platz, die ebenfalls noch von den Kapuzinern angeschafft wurden, darunter Bilder, die den hl. Joseph von Nazareth, die Anbetung der Hirten, die Madonna mit der hl. Katharina von Siena und den hl. Michael zeigen.

### Kanzel
Die Kanzel ist ein Werk aus dem 18. Jahrhundert und aus Eichenholz und teilweise vergoldet im Louis-seize-Stil angefertigt. Der runde Kanzelstuhl ruht auf einem nach unten verschlankten Fuß mit drei Puttenköpfen und ist mit üppig verzierten Volutenkonsolen und ornamentierten Füllbrettern bestückt. Die Felder der Treppenwangen sind mit durchbrochener Rocaille-Ornamentik ausgestattet. Die Verbindung von Kanzelstuhl zum Schalldeckel wird durch ein am Stützpfeiler angebrachtes Ölgemälde der unbefleckten Empfängnis überbrückt. 
Der Schalldeckel selbst wurde im 19. Jahrhundert umgearbeitet und zeigt an seiner Unterseite die Taube des heiligen Geistes in einem Strahlenkranz. Sein Außenrand ist mit einem Lambrequinmuster gestaltet und sein kronenartiger Aufbau besteht aus fünf Volutenstreben, die auf einem kleinen Sockel die geschnitzte Figur eines Verkündungsengels aus dem 19. Jahrhundert tragen.

### Orgel

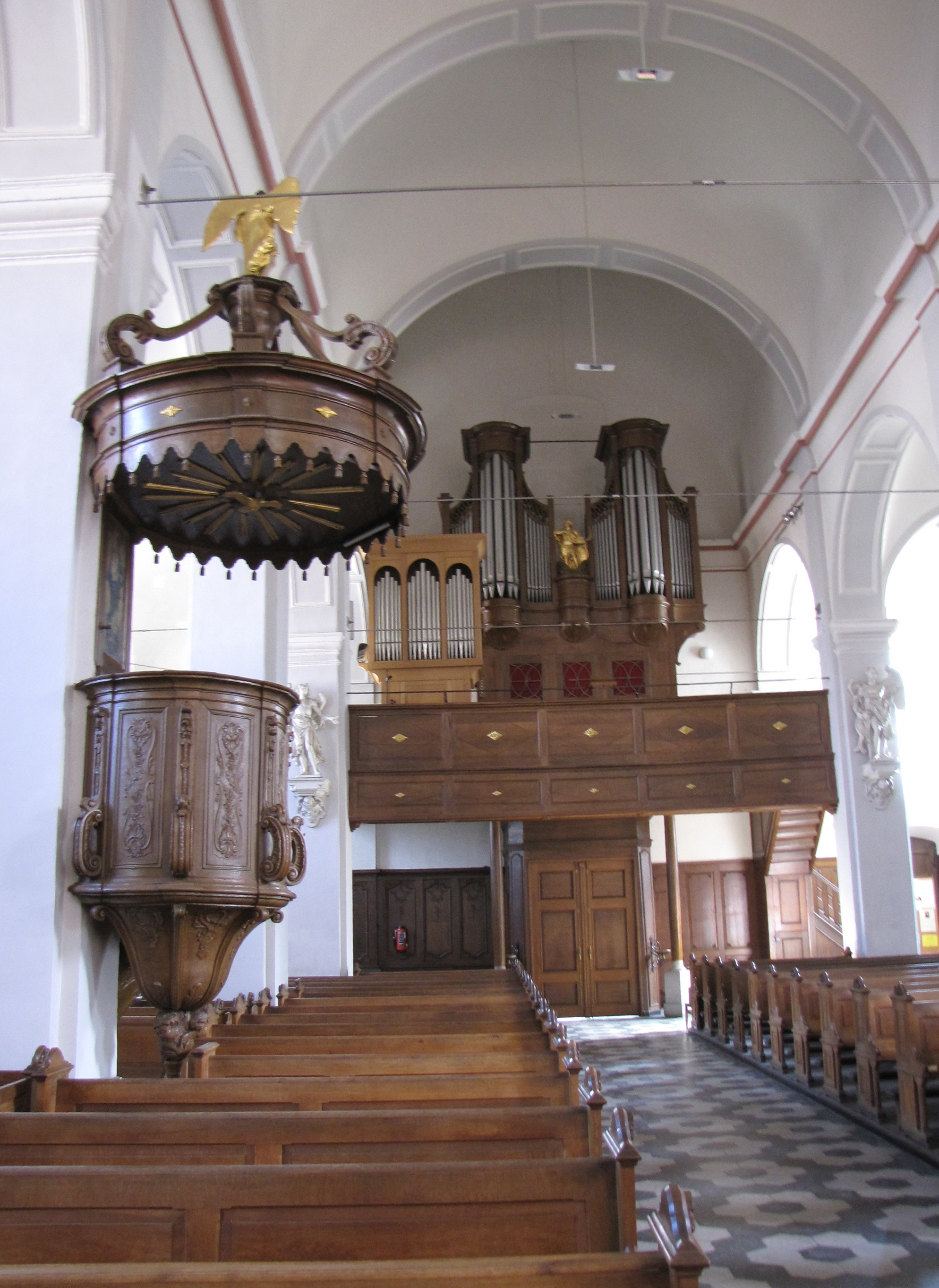
Kanzel und Empore mit Orgelprospekt

Die Klosterkirche verfügt über zwei Orgeln, wobei die Hauptorgel im Jahr 1822 von Daniel Schauten aus Jüchen unter Wiederverwendung eines älteren Gehäuses aus dem 18. Jahrhundert und einer gebrauchten Windlade angefertigt worden war. Diese einmanualige Orgel wurde 1837 in der Orgelbauwerkstatt Gebrüder Müller in Reifferscheid mit einem weiteren Manual ausgestattet und von 10 auf 21 Register erweitert. 1880 wurde sie erneut durch die Gebrüder Müller gewartet und mit einem freien Pedal ausgestattet. Eine weitere Restaurierung fand 1959 beim Orgelbauer Ernst Kühn aus Eupen statt, dennoch galt sie Jahre später wieder als unspielbar.
Daraufhin wurde 1994 von der Orgelwerkstatt Schumacher aus Baelen eine kleinere einmanualige Ersatzorgel erworben, die ursprünglich im Kirchenschiff aufgestellt werden sollte, jedoch letztendlich vor der Hauptorgel ihren Platz fand.

### Sonstige Ausstattungen
Weitere historisch bedeutsame Ausstattungsgegenstände sind die sechs Beichtstühle, die 1772 in Eupen hergestellt und vor allem in den Giebelaufsätzen reichlich mit Verzierungen versehen wurden. Auf einem dieser Beichtstühle ist die Inschrift: „Confessionale wallon“ eingraviert.
Zu den künstlerisch wertvollen Statuen der Kirche zählt im rechten Seitenschiff eine Figur der hl. Barbara von Nikomedien, die um 1870 aus einer ehemaligen Madonnenstatue aus dem 14. oder 15. Jahrhundert geschnitzt wurde. Ebenso erwähnenswert sind die Figuren der Erzengel Gabriel und Raphael am ersten Pfeilerpaar.
Der rundum verlaufende Kreuzweg besteht aus Gemälden aus dem 19. Jahrhundert, die mit einem geschnitzten Eichenrahmen bestückt sind. 
An den zugemauerten Seitenfenstern zum alten Konventsgebäude hin sind zwei bedeutende Gemälde angebracht, zum einen von G. Linchet die Heilung des hl. Bonaventura durch Franziskus von Assisi aus dem 18. Jahrhundert und zum anderen vom Antwerpener Maler Anton Goubau (1616–1698), die Madonna mit dem hl. Felix von Cantalice aus dem 17. Jahrhundert. In Letzterem sind zwei Wappen am unteren Rand des Bildes aufgetragen, die an zwei Personen erinnern sollen, die sich um die Gründung und den Bau des Klosters verdient gemacht haben. Diese sind Don Luis de Benavide, Marquis von Caracena und Beauftragter des spanischen Statthalters für die wallonische Region, sowie Abt Winand Lamberts aus der Abtei Rolduc, der sich vehement gegen die Ausbreitung des Protestantismus in Eupen zur Wehr gesetzt hatte und die Einweihung der Klosterkirche übernehmen sollte, jedoch wenige Monate zuvor verstarb.
Weitere Bilder und Figuren sowie wertvolle Leuchter und eine umfangreiche Sammlung von Sakralgeräten komplettieren die Ausstattung der Klosterkirche.